# Jane Findlater

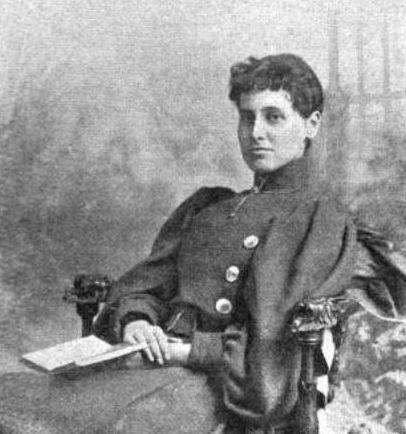
Jane Findlater (1896)

Jane Helen Findlater (* 4. November 1866 in Edinburgh; † 20. Mai 1946 in Comrie) war eine britische Schriftstellerin, die eng mit ihrer älteren Schwester Mary Findlater (1865–1963) zusammen arbeitete.

## Leben
Jane Findlater wurde im November 1866 in Edinburgh geboren. Ihr Vater war Pastor der Free Church of Scotland und ihre Mutter Sarah Borthwick war gemeinsam mit ihrer Schwester Jane Borthwick die Autorin einiger religiöser Texte. Jane wuchs mit ihren beiden älteren Schwestern in einem abgelegenen Haus auf dem schottischen Land auf. Die Erziehung der Kinder lag in den Händen von Gouvernanten, unter denen auch die spätere Botanikerin und Suffragette Annie Lorrain Smith war. Bereits in ihrer Kindheit begründete Jane eine enge Verbindung zu ihrer älteren Schwester Mary, die für ein Leben lang bestehen blieb. Gemeinsam begannen die beiden bald, erste Texte zu verfassen. Als 1886 ihr Vater starb und ihre Mutter gemeinsam mit den drei Schwestern nach Prestonpans zog, begannen Mary und Jane bald, die Schriftstellerei als zusätzliche Einkommensquelle zu begreifen.
Obgleich Mary bereits 1895 ein erstes Buch veröffentlichte, war es Janes Roman The Green Graves of Balgrowie, der ein Jahr später den Durchbruch für die Schwestern bedeutete. In den folgenden Jahren verfasste Jane hauptsächlich Kurzgeschichten, publizierte aber auch einige eigene Romane sowie mehrere Romane in Kooperation mit ihrer Schwester. Zwei weitere Romane entstanden in Zusammenarbeit der Findlater-Schwestern mit Allan McAulay und Kate Douglas Wiggin. 1904 zeigte sich Jane auch für eine Essay-Anthologie mit dem Titel Stones from a Glasshouse verantwortlich. Die erfolgreichste Kooperation der Findlater-Schwestern, der Roman Crossriggs (1908), handelt vom Leben in einem gleichnamigen schottischen Dorf, fokussiert sich aber besonders auf das Leben der weiblichen Protagonistin.
Die Romane der Findlaters fanden sowohl bei Kritikerin als auch beim Publikum Anklang und verhalfen den Schwestern zu finanzieller Stabilität, zumal sie sowohl den britischen als auch den US-amerikanischen Markt bedienten. 1905 reisten die Findlaters gemeinsam durch die USA, um dort ihr Werk zu bewerben. Erst als der typisch viktorianische Schreibstil der Findlaters nach dem Ersten Weltkrieg aus der Mode fiel, endete die Schriftstellerkarriere der beiden. Zwischenzeitlich waren die beiden Schwestern gemeinsam mit ihrer Mutter wegen deren Gesundheit nach Devon gezogen. Sie blieben in Südengland bis zum Ausbruch des Zweiten Weltkriegs, als sie wegen der Gefahr deutscher Luftangriffe wieder nach Schottland zurückkehrten. Dort verstarb Jane im Mai 1946 in Comrie an einer Herzattacke. Mary überlebte sie um 17 Jahre. Das Werk der beiden Schwestern geriet bereits am Ende ihres Lebens weitgehend in Vergessenheit. 1964 publizierte Eileen Mackenzie eine Biografie der Schwestern, 1986 erschien in der Virago Press eine neue Auflage von Crossriggs.

## Veröffentlichungen
Eigene Werke
- The Green Graves of Balgrowie. Methuen, London 1896.
- A Daughter of Strife. Methuen, London 1897.
- Rachel. Methuen, London 1899.
- The Story of a Mother. James Nisbet & Co., London 1902.
- Stones from a Glasshouse. James Nisbet & Co., London 1904.
- All That Happened in a Week: A Story for Little Children. Illustriert von Rosa C. Petherick. Thomas Nelsons, London 1905.
- The Ladder to the Stars. Methuen, London 1906.
- Seven Scots Stories. John Murray, London 1912.
- A Green Grass Widow and Other Stories. John Murray, London 1921.

Kollaborationen
- mit Mary Findlater: Tales That Are Told. Methuen, London 1901.
- mit Mary Findlater, Kate Douglas Wiggin und Allan McAulay: The Affair at the Inn. Gay and Bird, London 1904.
  - Was sich in dem Gasthaus begab. Engelhorn, Stuttgart 1910.
- mit Mary Findlater: Crossriggs. Smith, Elder & Co., London 1908.
- mit Mary Findlater, Kate Douglas Wiggin und Allan McAulay: Robinetta. Houghton Mifflin, Boston / New York 1911.
  - Robinetta. Tauchnitz, Leipzig 1911.
- mit Mary Findlater: Penny Monneypenny. Smith, Elder & Co., London 1911.
- mit Mary Findlater: See and Heard Before and After 1914. Smith, Elder & Co., London 1916.
- mit Mary Findlater: Content with Flies. Smith, Elder & Co., London 1916.
- mit Mary Findlater: Beneath the Visiting Moon. Hurst & Blackett, London 1923.